# Akademicki Chór Politechniki Wrocławskiej
Akademicki Chór Politechniki Wrocławskiej – akademicki zespół śpiewaczy działający przy Politechnice Wrocławskiej, powołany do istnienia przez studentów i profesorów Politechniki Lwowskiej, w 1946 roku we Wrocławiu. W ciągłości istnienia chóru, w latach: 1951–1958, nastąpiła przerwa. Zespół jest agendą studencką Politechniki Wrocławskiej.
Chór jest członkiem Polskiego Związku Chórów i Orkiestr.

## Historia chóru
Przez długi czas swojego istnienia chór ściśle związany był z wydziałem górniczym Politechniki Wrocławskiej. Z faktem tym związane jest podtrzymywanie przez chóralnej tradycji uświetniania pasowania studentów wydziału na górników ze Skokiem przez skórę.
Skład zespołu początkowo stanowili studenci wydziału górniczego Politechniki Wrocławskiej, ale w trakcie swego istnienia zespół rozszerzał swój skład osobowy o studentów innych wydziałów oraz innych uczelni miasta.
W latach 80. zespół uzyskał status muzycznego reprezentanta całej wrocławskiej Politechniki i przybrał nazwę: Akademicki Chór Politechniki Wrocławskiej.
Chór w trakcie swego istnienia zbudował bogaty i zróżnicowany repertuar a cappella. Znajdują się w nim utwory licznych kompozytorów polskich i zagranicznych, należące do muzyki dawnej, ludowej polskiej i zagranicznej, dzieła religijne, negro spirituals i wielkie formy wokalno-instrumentalne.
Akademicki Chór Politechniki Wrocławskiej jest twórcą i organizatorem Festiwalu Barbórkowego Chórów Studenckich.
Chór brał i bierze udział w licznych festiwalach i koncertach.
Podróżował z koncertami po świecie i odbył m.in.:
- trzykrotne tournée po Stanach Zjednoczonych Ameryki,
- tournée po Chińskiej Republice Ludowej i udział w festiwalu: 2001 Jiangmen International Chorus Festival.

## Nagrania chóru
Tytuł płyty: a capella
Data nagrania: 2008
Data wydania: 2008
Opis: a capella w wykonaniu Akademickiego Chóru Politechniki Wrocławskiej; nagranie zrealizowane w Klasztorze Zgromadzenia Sióstr św. Jadwigi we Wrocławiu oraz w Auli Wydziału Elektrycznego PWr.; dyrygent – Małgorzata Sapiecha-Muzioł; czas całkowity: 48'08"
- Link
- Okładka

Tytuł płyty: DZIECIĄTKO SIĘ NARODZIŁO
Data nagrania: 2008
Data wydania: 2008
Opis: zbiór kolęd w wykonaniu Akademickiego Chóru Politechniki Wrocławskiej; nagranie zrealizowane w Auli Wydziału Architektury Politechniki Wrocławskiej; dyrygent – Małgorzata Sapiecha-Muzioł; czas całkowity: 45'12"

### Koncerty
| Data       | Miejsce                                  | Tytuł                                          | Link |
| ---------- | ---------------------------------------- | ---------------------------------------------- | ---- |
| 28.04.2005 | Starassburg – Palais de l’Europe         | Koncert w Radzie Europy                        |      |
| 13.01.2007 | Wrocław – Aula Politechniki wrocławskiej | 15 Finał Wielkiej Orkiestry Świątecznej Pomocy | Link |

Zdobył liczne nagrody, wyróżnienia i medale, a swój dorobek utrwalił na wielu nagraniach kasetowych i płytowych.

### Siedziby chóru
| Data         | Nazwa                                                         | Lokalizacja                                      |
| ------------ | ------------------------------------------------------------- | ------------------------------------------------ |
| ...-...      | miejsce prób: budynek Naczelnej Organizacji Technicznej (NOT) | ul. Piłsudskiego (daw. Świerczewskiego), Wrocław |
| ...–2002     | miejsce prób: Wydział Górniczy Politechniki Wrocławskiej      | pl. Teatralny, Wrocław                           |
| ...–2002     | Klub chóru: Dom Studencki T-4 Politechniki Wrocławskiej       | ul. Górnickiego 22, 53-337 Wrocław               |
| 2002–obecnie | Centrum Kultury muzycznej Politechniki Wrocławskiej           | ul. Powstańców Śląskich 137a, Wrocław            |

### Dorobek artystyczny
| Tytuł i autor                          | Data       | Link              |
| -------------------------------------- | ---------- | ----------------- |
| W.A. Mozart – Msza C-dur – koronacyjna | 21.03.1986 | Przejdź do strony |
| W.A. Mozart – Msza c-moll – Wielka     | 07.12.2008 |                   |

### Dyrygenci
| Data            | Nazwa zespołu                             | Typ zespołu   | Dyrygent                               | II Dyrygent                      |
| --------------- | ----------------------------------------- | ------------- | -------------------------------------- | -------------------------------- |
| 1946–1950       | Akademicki Chór Technicki                 | chór męski    | Andrzej Kordecki                       | Stanisław Krukowski              |
| 1950–1951       | Akademicki Chór Technicki                 | chór męski    | Jerzy Zabłocki                         |                                  |
| 1951–1958       | Chór nie istnieje                         |               |                                        |                                  |
| 1959–1960       | Akademicki Chór Mieszany                  | chór mieszany | Lubomir Szopiński                      |                                  |
| 1961–1964       | Akademicki Chór Mieszany                  | chór mieszany | Marek Tracz                            | Tadeusz Strugała                 |
| 1964–1966       | Chór Męski                                | chór męski    | Tadeusz Strugała                       | Stanisław Lech                   |
| 1967–1971       | Chór Męski                                | chór męski    | Stanisław Lech                         | Mieczysław Matuszczak            |
| 1971–1972       | Chór Mieszany                             | chór mieszany | Marian Zalega                          |                                  |
| 1972            | Chór Mieszany                             | chór mieszany | Bogumiła Szałaj                        |                                  |
| 1972–1990       | Akademicki Chór Politechniki Wrocławskiej | chór mieszany | Piotr Ferensowicz                      |                                  |
| 1990–XI 1999    | Akademicki Chór Politechniki Wrocławskiej | chór mieszany | Piotr Ferensowicz                      | Agnieszka Franków-Żelazny (1999) |
| XII 1999–I 2000 | Akademicki Chór Politechniki Wrocławskiej | chór mieszany | Agnieszka Franków-Żelazny              |                                  |
| II 2000–IV 2001 | Akademicki Chór Politechniki Wrocławskiej | chór mieszany | Małgorzata Sapiecha-Muzioł             |                                  |
| V–VI 2001       | Akademicki Chór Politechniki Wrocławskiej | chór mieszany | Alan Urbanek (2-miesięczne zastępstwo) |                                  |
| VII 2001–       | Akademicki Chór Politechniki Wrocławskiej | chór mieszany | Małgorzata Sapiecha-Muzioł             |                                  |

#### Asystenci dyrygenta
| Data         | Asystent                    |
| ------------ | --------------------------- |
| brak danych  | brak danych                 |
| 2003–2005    | Artur Wróbel                |
| 2005–2006    | Katarzyna Sorokanycz        |
| 2006–2007    | Ewelina Polakowska-Wojewoda |
| 2007–2009    | Alicja Leśniok-Wiłkowska    |
| 2009–obecnie | Ewa Gądek                   |

#### Specjaliści od emisji głosu
- Iwona Klein-Polak
- Monika Gruszczyńska

#### Prezesi Zarządu
| Data         | Prezes Zarządu Chóru              |
| ------------ | --------------------------------- |
| 1988–1991    | Andrzej Kukliński                 |
| 1991–1992    | Marek Melson                      |
| 1992–1995    | Jacek Springer                    |
| 1995–1996    | Bartosz Kuźniar                   |
| 1996–2000    | Fabian Cieślik                    |
| 2000–2004    | Przemysław Lizurej                |
| 2004–2005    | Katarzyna Kucharska-Dymitraszczuk |
| 2005–2006    | Krzysztof Górski                  |
| 2006–...     | Paweł Horoszko                    |
| 2011–2013    | Michał Waszkielewicz              |
| 2013–2014    | Waldemar Żak                      |
| 2014–2016    | Anna Ciesielska                   |
| 2016–obecnie | Mariusz Szostak                   |

## Honorowi członkowie chóru
Decyzję o nadaniu tytułu honorowego członka Akademickiego Chóru Politechniki Wrocławskiej podejmuje Walne Zgromadzenie Członków Chóru. Honorowymi członkami Akademickiego Chóru Politechniki Wrocławskiej są:
- Piotr Ferensowicz
- Andrzej Ostoja-Solecki
- Iwona Klein-Polak
- Ireneusz Idziak

## Akty prawne
Aktami prawnymi regulującymi funkcjonowanie zespołu są:
- Statut Akademickiego Chóru Politechniki Wrocławskiej
- Regulamin Wewnętrzny Akademickiego Chóru Politechniki Wrocławskiej

## Stały repertuar a cappella
1. Giovanni Giacomo Gastoldi – „Amor vittorioso”
2. Tomaso Albinoni – „Magnificat et Gloria” Posłuchaj
3. Edward Piers – „Hej Trola, Trola” Posłuchaj
4. Anton Bruckner – „Os justi” Posłuchaj
5. Siergiej Rachmaninow – „Bohorodice Djewo radujsja” Posłuchaj
6. Romuald Twardowski – „Pani pana zabiła”
7. Romuald Twardowski – „O radości”
8. Bronisław K. Przybylski – „Mater Dei” Posłuchaj
9. Tadeusz Szeligowski – „Angeli słodko śpiewali” Posłuchaj
10. Feliks Nowowiejski – „Parce Domine”
11. Lucjan Laprus – „Hosanna”
12. Zofia Krasnodębska-Urbanyi „Kołysanka”
13. Moses Hogan – „Elijah Rock”
14. Józef Świder – „Marsz”
15. Józef Świder – „Kto szuka Cię” Posłuchaj
16. Czesław Niemen – „Wiem, że nie wrócisz”
17. Czesław Niemen – „Czas jak rzeka”
18. John Lennon/Paul McCartney – „Michelle”
19. John Lennon/Paul McCartney – „Yesterday” Posłuchaj
20. Gilbert Bécaud – „Le Balladin”
21. Negro Spiritual – „Every time I feel the Spirit”
22. Negro Spiritual – „Deep River”
23. Negro Spiritual – „the Gospel Train”
24. Negro Spiritual – „Siyahamba”
25. Negro Spiritual – „Hold on”
26. Krzysztof Penderecki – „Pastisz w stylu Bacha”
27. Mikalojus Konstantinas Čiurlionis – „Kyrie”
28. Włodzimierz Sołtysik – „Służyłem ja Tobie”
29. Stefan Rożdżyński – „Oj nasi jadą”
30. Stanisław Wichowicz – „Pragną ocki”
31. Karol Mieczysław Prosnak – „Wesele sieradzkie”
32. „Nie wyskakuj ptaszku”
33. Karol Szymanowski – „Panie muzykancie”
34. Franciszek Schubert – Die Forelle”
35. Manual Masotti Littel – „Con el vito” Posłuchaj
36. Ramon Sanz – „Segidilla Manchega” Posłuchaj
37. James Erb – „Shenendoah” Posłuchaj
38. Anton Bruckner – „Ave Maria” Posłuchaj
39. Lucjan Laprus – „Szłaś przede mną”
40. Juozas Naujalis – „In monte olivetti”
41. Tadeusz Szeligowski – „Psalm radosny” Posłuchaj
42. Gaude Mater Polonia
43. Gaudeamus igitur
44. Polski hymn państwowy „Jeszcze Polska nie zginęła”
45. Pozdrowienie górnicze: „Zieleni się jodła”
46. Paweł Mykietyn – „Agnus Dei”
47. Svend Asmussen – „Scandinavian Shuffle”
48. Michael D. Mendoza – „Gloria Dios” Posłuchaj
49. James E. Moore Jr – „An Irish Blessing”
50. Lucjan Laprus – Litania
51. Moses Hogan – Battle of Jericho
52. ukraiński utwór ludowy – Szczedryk

## Duże formy muzyczne w repertuarze chóru
1. Wolfgang Amadeus Mozart – Czarodziejski flet,
2. Wolfgang Amadeus Mozart – Wielka msza c-moll,
3. Wolfgang Amadeus Mozart – Requiem d-moll,
4. Jan Sebastian Bach – Pasja według św. Jana,
5. Carl Orff – Carmina Burana,
6. Gabriel Fauré – Requiem d-moll,
7. Luigi Cherubini – Requiem,
8. Stanisław Moniuszko – Msza łacińska Es-dur,
9. Camille Saint-Saëns – Oratorio de Noël,
10. Ariel Ramirez – Navidad Nuestra,
11. Jan Kanty Pawluśkiewicz – Nieszpory ludźmierskie,
12. Włodzimierz Szomański – Missa Gospel,
13. Włodzimierz Szomański – Jutrznia,
14. Włodzimierz Szomański – Pastorałka,
15. Włodzimierz Szomański – Madonny Jana Pawła II.
16. Włodzimierz Szomański – Litania do Wszystkich Świętych.
17. Edward Elgar – Sen Gerontiusa op. 38
18. John Rutter – Requiem

## Odznaczenia
- Brązowy Medal „Zasłużony Kulturze Gloria Artis” (2020)[2]